# 瓦朗斯
瓦朗斯（法語：Valence，法語發音：[valɑ̃s] ⓘ），法国东南部城市，奥弗涅-罗讷-阿尔卑斯大区德龙省的一个市镇，也是该省的省会和人口最多的城市。瓦朗斯位于德龙省中部，罗讷河左岸，其市镇面积为36.69平方公里，2022年1月1日时人口数量为64,288人，是德龙省人口最多的市镇，在法国城市中排名第84位。
瓦朗斯位于罗讷河谷中部，巴黎前往普罗旺斯地区的交通要道上，是法国艺术与历史之城，在古罗马时期就已成为一个区域性的交通枢纽和战略性要地，现代法国A7号高速公路、巴黎－马赛铁路、法国高速铁路地中海线和法国国道N7线均通过瓦朗斯。

## 地名来源
“瓦朗斯”一名来源于瓦朗蒂努瓦，后者为瓦朗斯所在区域的古罗马名称。

## 历史

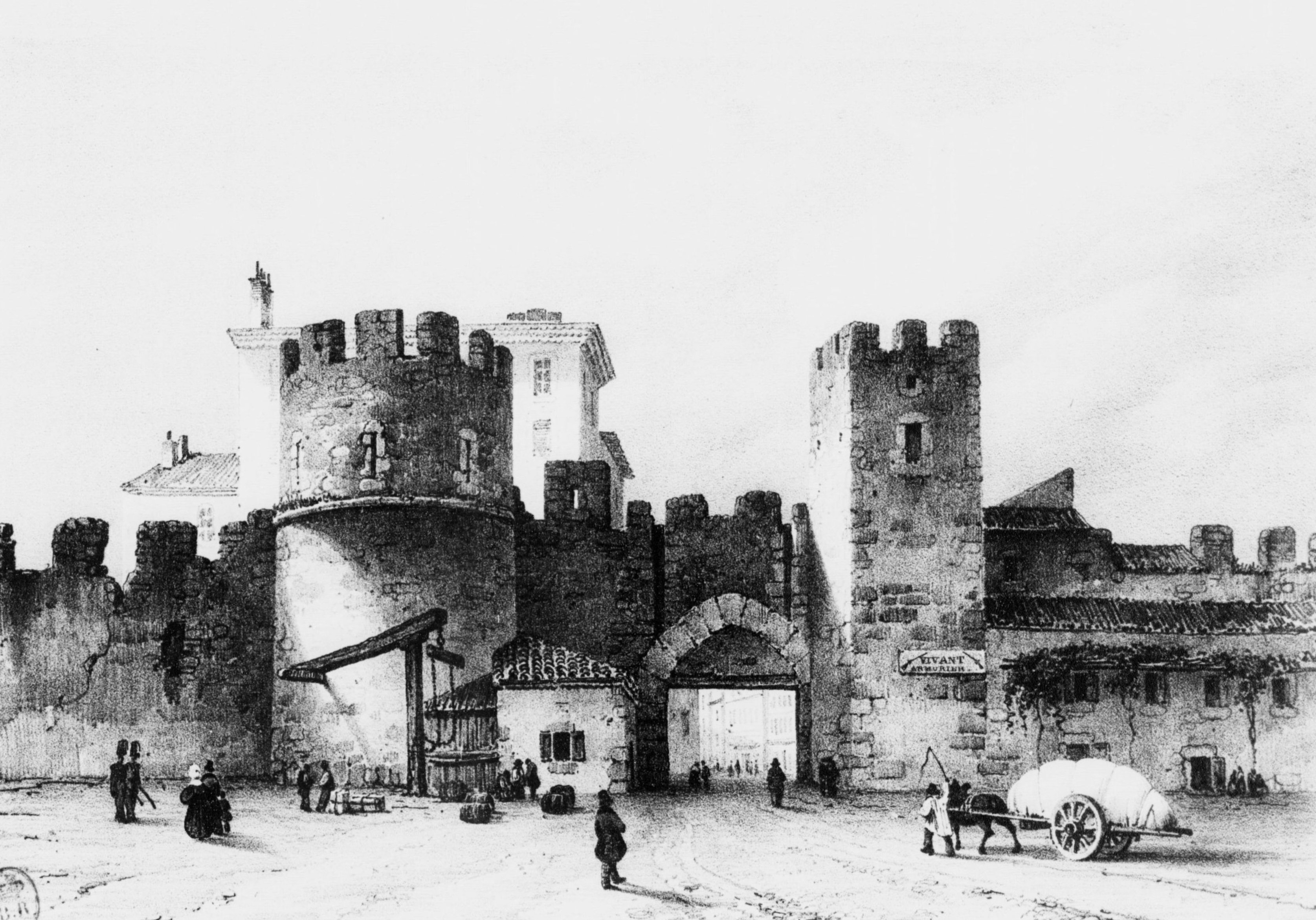
19世纪初的瓦朗斯城门

古罗马时期，瓦朗斯位于阿洛布罗基人和阿维尔尼两个部落的交界处。公元前121年，古罗马将领法比尤斯·马克西姆斯率军在此与两支部落的军队发生汇流战役，并取得胜利，瓦朗斯地区由此成为罗马帝国的统治范围。多条阿格里帕大道沿罗讷河谷延伸，使得瓦朗斯成为了一个交通枢纽，形成瓦朗蒂亚军营，后逐渐发展成为商业城市，并筑有城墙。中世纪早期，瓦朗斯所在的罗讷河谷先后被西哥特人、勃艮第人和撒拉逊人占领，城市破坏严重，一些民众移居四周山地。中世纪中期，瓦朗斯成为阿尔邦家族的一块领地，并被维埃纳主教赐予伯爵地位。《凡尔登条约》签订后，罗讷河长期成为法兰西王国和日耳曼/勃艮第公国的分界线，瓦朗斯为维埃纳的多菲内亲王国的一座边境城市。1349年《罗芒条约》使得瓦朗斯及整个多菲内划入法兰西王国境内，其间，瓦朗斯因其重要的地理位置再次获得发展，并成为一座文化和教育中心，法国作家弗朗索瓦·拉伯雷曾在此就学，拿破仑也曾就读于瓦朗斯的一个水兵学校并长居于此地。法国大革命结束后，瓦朗斯成为德龙省的省会和行政中心。亚美尼亚种族大屠杀期间，一些难民驻扎与此，形成了法国规模最大的亚美尼亚社团。第二次世界大战期间，瓦朗斯多次遭遇空袭。

## 地理

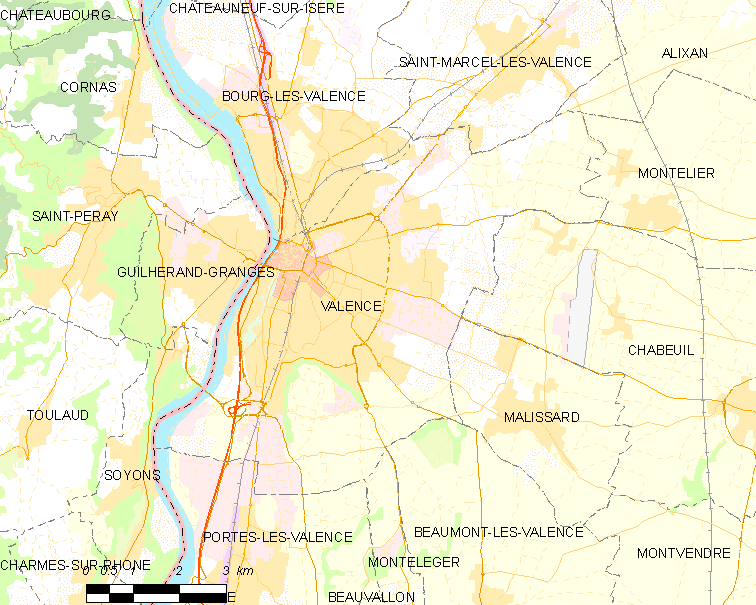
瓦朗斯市镇范围地图

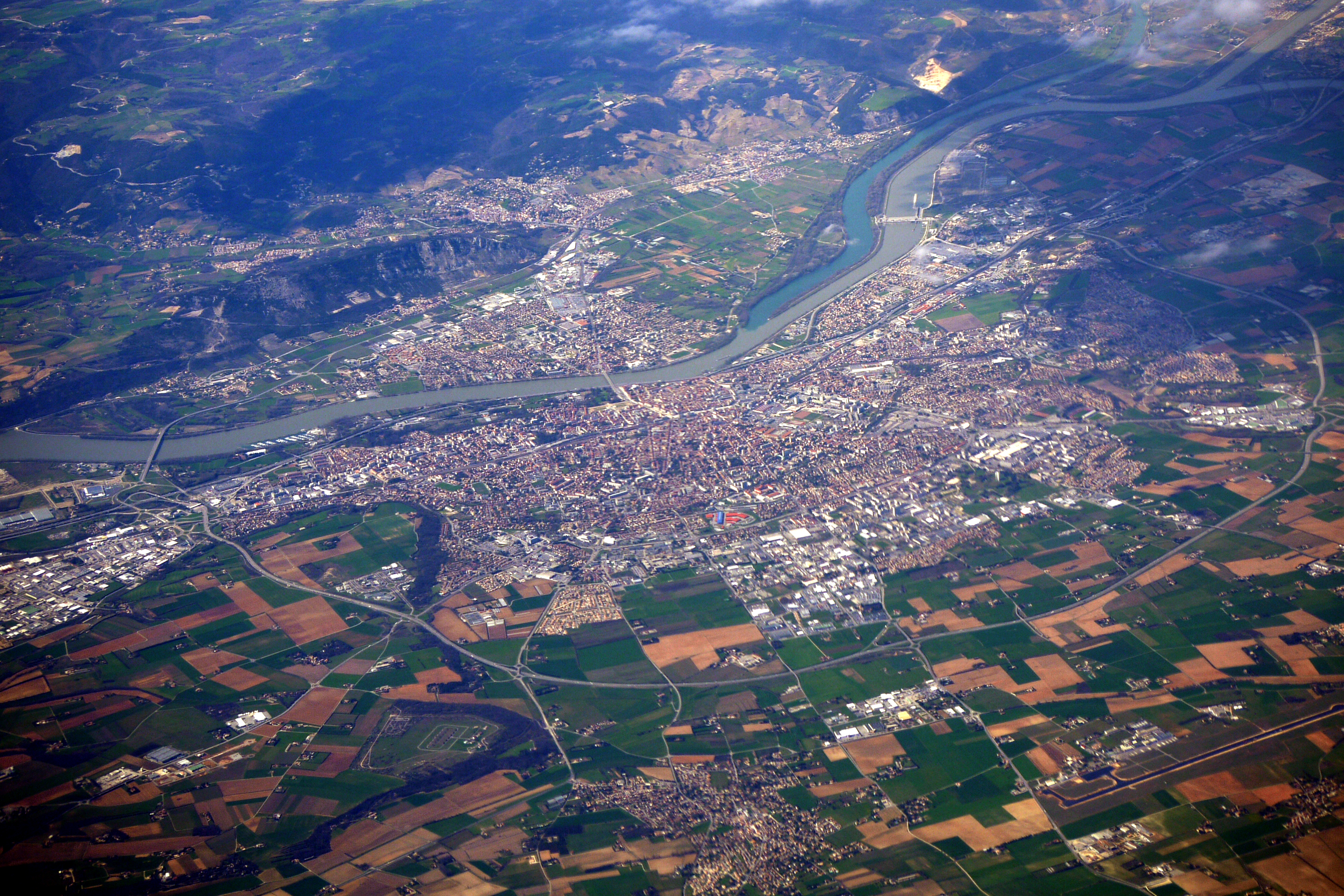
鸟瞰瓦朗斯

瓦朗斯位于法国东南部，奥弗涅-罗讷-阿尔卑斯大区的中南部和德龙省的中部，其附近区域被称为瓦朗蒂努瓦地区。

### 地形
瓦朗斯位于罗讷河谷内，东侧为阿尔卑斯山余脉，西侧为中央高原，市区内地势平坦，全境海拔在106至191米之间。

### 地质
瓦朗斯附近地表多为现代沉积物，适宜大部分农作物生长。其中瓦朗斯市区部分的已基本被人工建筑物覆盖。

### 水文
罗讷河自北向南呈流经瓦朗斯市区西侧，平均宽度超过200米，是法国五大河流之一，该河瓦朗斯段水量充足，水流较缓，适合航运。

### 植被
瓦朗斯属于亚热带和温带落叶林的交汇地区，茹韦公园是瓦朗斯市区主要的城市绿地。

### 气候
瓦朗斯在柯本气候分类法中属于不太典型的地中海气候，夏暖冬凉，雨热不同期，秋冬季受密史脱拉风影响，气温可能会骤降。
瓦朗斯市区以南大约30公里处的昂科讷设有气象站，以下为该气象站的数据：
| 昂科讷气象站1920–2010年数据 | 昂科讷气象站1920–2010年数据 | 昂科讷气象站1920–2010年数据 | 昂科讷气象站1920–2010年数据 | 昂科讷气象站1920–2010年数据 | 昂科讷气象站1920–2010年数据 | 昂科讷气象站1920–2010年数据 | 昂科讷气象站1920–2010年数据 | 昂科讷气象站1920–2010年数据 | 昂科讷气象站1920–2010年数据 | 昂科讷气象站1920–2010年数据 | 昂科讷气象站1920–2010年数据 | 昂科讷气象站1920–2010年数据 | 昂科讷气象站1920–2010年数据 |
| 月份                        | 1月                         | 2月                         | 3月                         | 4月                         | 5月                         | 6月                         | 7月                         | 8月                         | 9月                         | 10月                        | 11月                        | 12月                        | 全年                        |
| --------------------------- | --------------------------- | --------------------------- | --------------------------- | --------------------------- | --------------------------- | --------------------------- | --------------------------- | --------------------------- | --------------------------- | --------------------------- | --------------------------- | --------------------------- | --------------------------- |
| 历史最高温 °C（°F）         | 19.3 (66.7)                 | 22.4 (72.3)                 | 26.4 (79.5)                 | 30.6 (87.1)                 | 33.9 (93.0)                 | 40.3 (104.5)                | 40 (104)                    | 41.1 (106.0)                | 36.2 (97.2)                 | 30.4 (86.7)                 | 26.4 (79.5)                 | 19.9 (67.8)                 | 41.1 (106.0)                |
| 平均高温 °C（°F）           | 8.2 (46.8)                  | 10.2 (50.4)                 | 14.5 (58.1)                 | 17.5 (63.5)                 | 22.1 (71.8)                 | 26.2 (79.2)                 | 29.6 (85.3)                 | 29.1 (84.4)                 | 24.2 (75.6)                 | 18.7 (65.7)                 | 12.4 (54.3)                 | 8.6 (47.5)                  | 18.4 (65.2)                 |
| 日均气温 °C（°F）           | 5.0 (41.0)                  | 6.3 (43.3)                  | 9.7 (49.5)                  | 12.4 (54.3)                 | 16.6 (61.9)                 | 20.4 (68.7)                 | 23.5 (74.3)                 | 23.0 (73.4)                 | 18.9 (66.0)                 | 14.6 (58.3)                 | 9.1 (48.4)                  | 5.8 (42.4)                  | 13.8 (56.8)                 |
| 平均低温 °C（°F）           | 1.9 (35.4)                  | 2.5 (36.5)                  | 4.9 (40.8)                  | 7.3 (45.1)                  | 11.1 (52.0)                 | 14.7 (58.5)                 | 17.3 (63.1)                 | 17 (63)                     | 13.7 (56.7)                 | 10.4 (50.7)                 | 5.8 (42.4)                  | 3 (37)                      | 9.1 (48.4)                  |
| 历史最低温 °C（°F）         | −14.4 (6.1)                 | −17 (1)                     | −7.4 (18.7)                 | −3.1 (26.4)                 | −1.8 (28.8)                 | 3.5 (38.3)                  | 7.5 (45.5)                  | 5.6 (42.1)                  | 0.5 (32.9)                  | −1.6 (29.1)                 | −10 (14)                    | −17.2 (1.0)                 | −17.2 (1)                   |
| 平均降水量 mm（）           | 64 (2.5)                    | 45.2 (1.78)                 | 47.1 (1.85)                 | 81.3 (3.20)                 | 83.1 (3.27)                 | 55.2 (2.17)                 | 48.7 (1.92)                 | 57.7 (2.27)                 | 116.2 (4.57)                | 135.8 (5.35)                | 100.5 (3.96)                | 70.5 (2.78)                 | 905.3 (35.62)               |
| 月均日照時數                | 104.9                       | 134.5                       | 200                         | 214.6                       | 255.3                       | 295.5                       | 327.3                       | 293.6                       | 224.5                       | 152.3                       | 110.3                       | 92.1                        | 2,404.9                     |
| 来源：Infoclimat            |                             |                             |                             |                             |                             |                             |                             |                             |                             |                             |                             |                             |                             |

## 行政区划
瓦朗斯是法国奥弗涅-罗讷-阿尔卑斯大区德龙省的一个市镇，编号为26362，它也是德龙省的省会。瓦朗斯下辖瓦朗斯区，管理瓦朗斯第一县、第二县、第三县和第四县，同时也是瓦朗斯-罗芒城市圈公共社区的办公驻地。
法国国家统计与经济研究所（简称）在进行数据统计时，将瓦朗斯及相邻另外9个市镇设为瓦朗斯城市核心区，并将包括瓦朗斯在内的周边共40个市镇划为瓦朗斯城市区。同时，还将瓦朗斯市镇分为了25个“块区”（IRIS），以便于统计人口分布情况。

## 交通

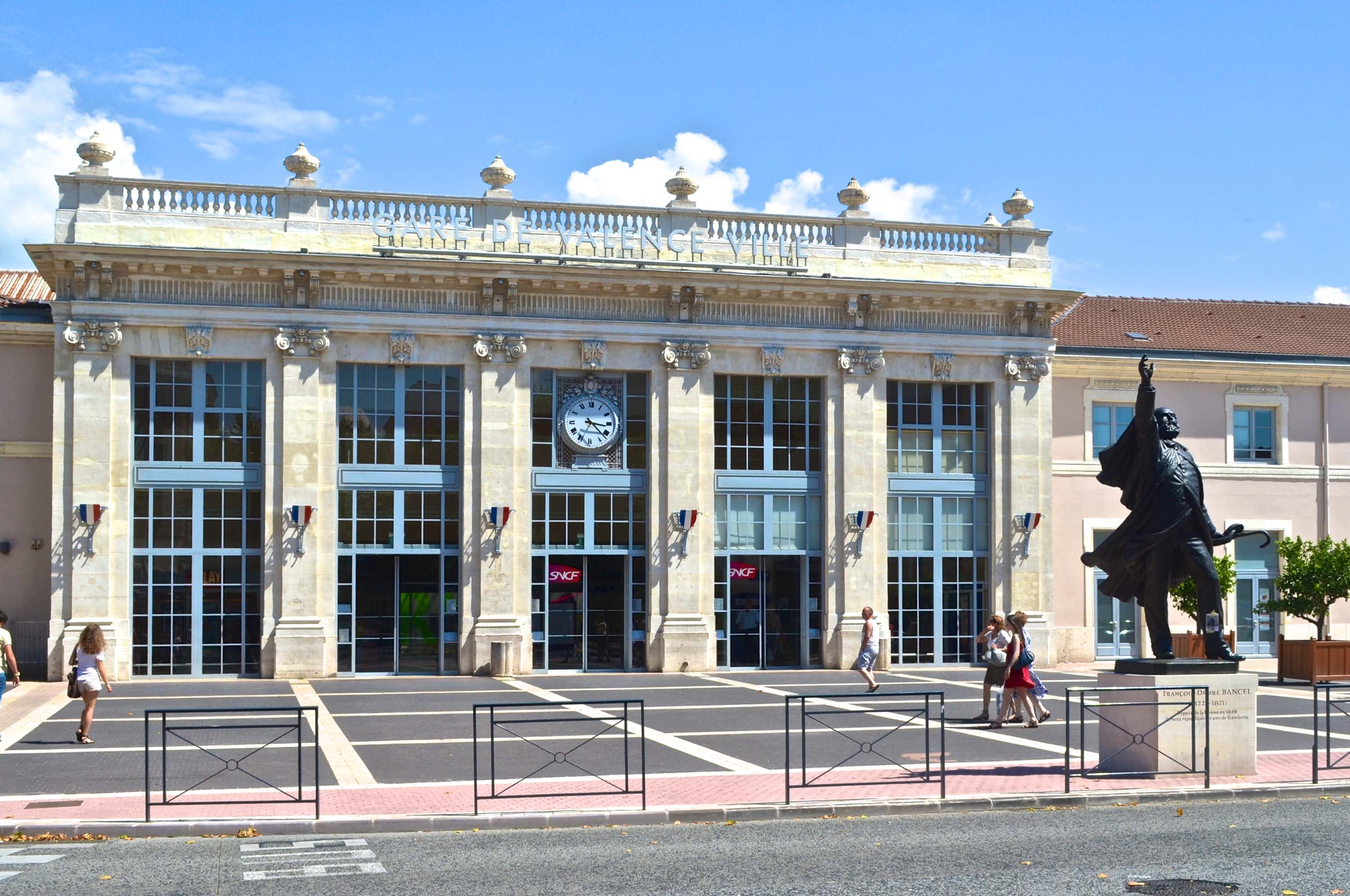
瓦朗斯火车城站

### 公路
法国国家A7号高速公路经过瓦朗斯市区，并在南北两侧设有出入口与市区连接，该高速公路连接法国南北，是重要的公路干线，被称为“阳光高速公路”。此外法国国道N7线、N532线和多条德龙省省道在瓦朗斯交汇。
瓦朗斯汽车站位于瓦朗斯市区，紧邻瓦朗斯城站，奥弗涅-罗讷-阿尔卑斯大区公共交通下属多条经过瓦朗斯的常规或学生巴士线路，可连接普里瓦、蒙特利马尔、欧布纳、格勒诺布尔等地。德龙省城际客运则提供前往周边一些市镇的校车线路。
2018年，61.6%的瓦朗斯居民拥有至少1辆私人汽车。

### 铁路
瓦朗斯位于巴黎－马赛铁路和瓦朗斯－穆瓦朗铁路的交汇处，两条铁路均为复线电气化铁路。瓦朗斯火车城站位于瓦朗斯市区，该站停靠直达巴黎的高速列车和连接里昂与马赛之间的区域列车，同时还可直达前往日内瓦、阿维尼翁、马孔、阿讷西、布里扬松和加普等地，2018年，瓦朗斯城站累计发送旅客数量181万人次。
瓦朗斯TGV站位于瓦朗斯市区东部郊的阿利克桑境内，位于法国高速铁路地中海线和瓦朗斯－穆瓦朗铁路的交汇处，是一个高速铁路车站，通过区域列车、大巴车或公交车连接瓦朗斯市区，该站停靠前往巴黎、里昂、马赛、蒙彼利埃、尼斯、图卢兹、斯特拉斯堡、里尔以及布鲁塞尔、巴塞罗那和卢森堡等地的高铁列车。2018年，瓦朗斯城站累计发送旅客数量262万人次。

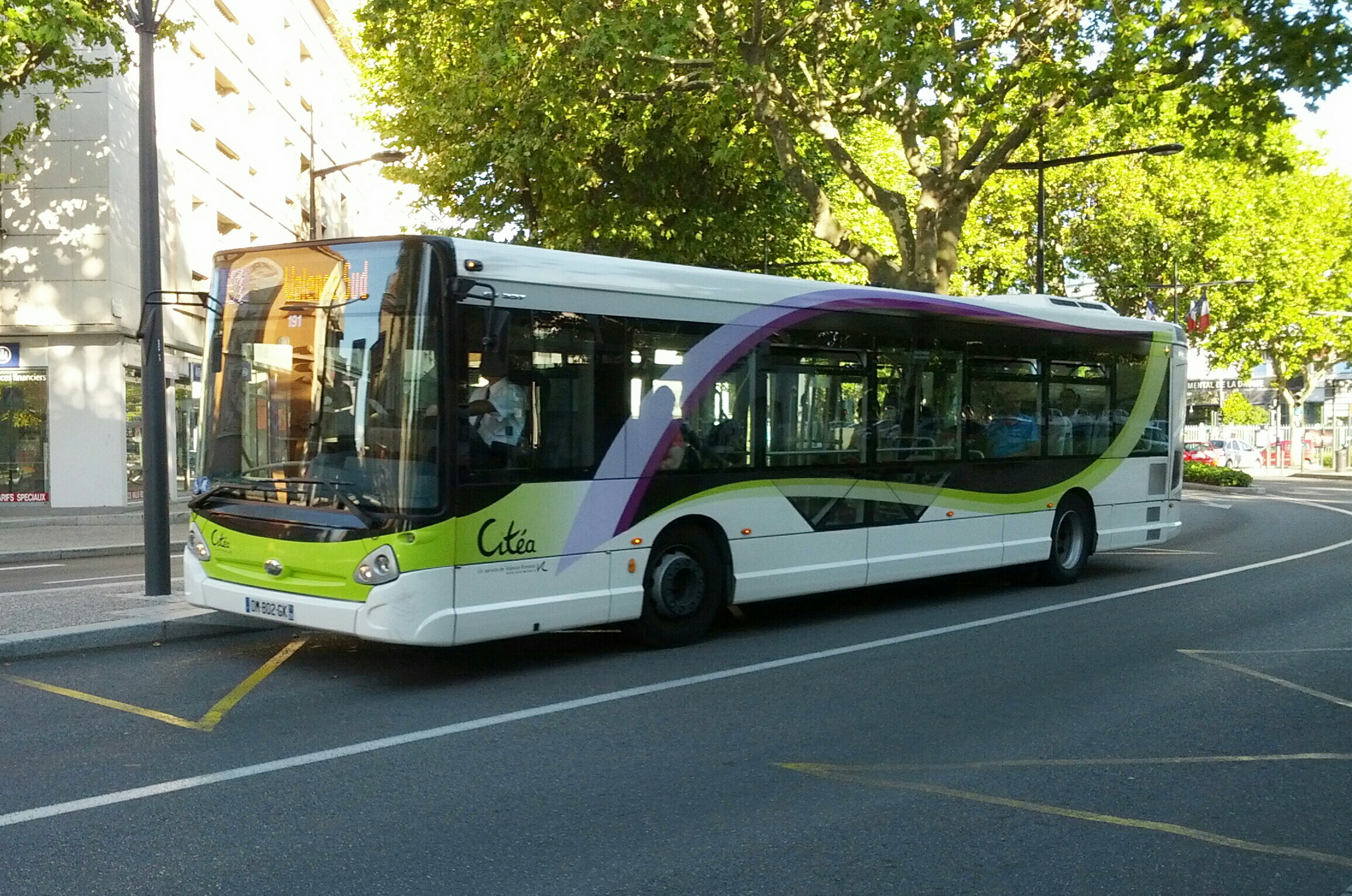
瓦朗斯街头的一辆公交车

### 航空
瓦朗斯-沙伯伊机场位于瓦朗斯市区南部，供少量旅游航线停靠。距离瓦朗斯最近的民用航空机场为里昂圣埃克絮佩里机场，位于瓦朗斯以北大约90公里，是欧洲重要的航空枢纽。

### 水运
莱佩尔维耶尔港是罗讷河瓦朗斯段上的一个码头，是一个地方性内河港口。

### 城市公共交通
瓦朗斯城市公共交通，全名为瓦朗斯-罗芒城市公共交通（商业名称为）由法国交通发展集团负责运营，下辖各类常规公交线路共计16条，其线路网覆盖了整个瓦朗斯城市圈公共社区以及相邻的一些市镇。
瓦朗斯公共自行车服务开启于2010年，亦为瓦朗斯城市公共交通的一部分。

## 政治

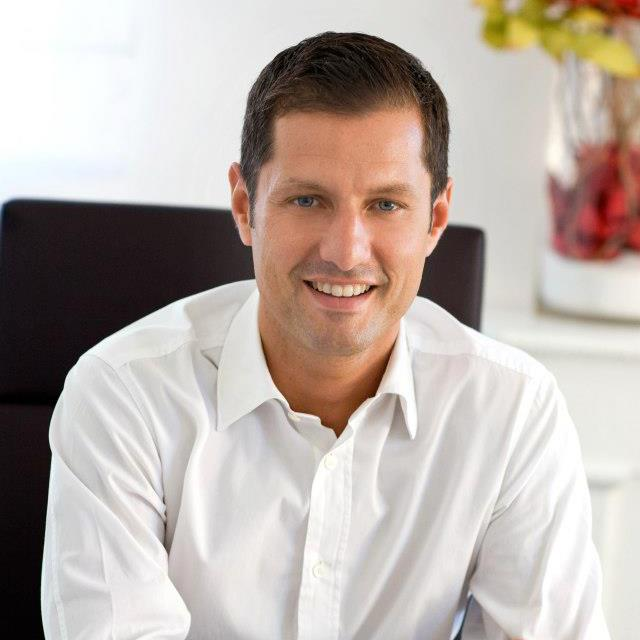
现任瓦朗斯市长尼古拉·达拉贡

现任瓦朗斯市长为尼古拉·达拉贡先生，他是共和党的一名成员，在2020年的市政选举中获得了59.45%的支持率。
| 瓦朗斯历届市长  |                  |                                    |
| 任期            | 市长             | 党派                               |
| 1944 年－1947年 | 让·比克隆        | 不详                               |
| 1947年－1957年  | 卡米耶·韦尔内    | RAD激进党                          |
| 1957年－1971年  | 让·佩德里        | RAD激进党                          |
| 1971年－1977年  | 罗歇·里巴多-迪马 | UDR共和国保卫联盟 →RPR保衛共和聯盟 |
| 1977年－1995年  | 鲁道夫·佩谢      | PS社会党                           |
| 1995年－2004年  | 帕特里克·拉博纳  | UMP人民运动联盟                    |
| 2004年－2008年  | 莱娜·巴尔桑      | UMP人民运动联盟                    |
| 2008年－2014年  | 阿兰·莫里斯      | PS社会党                           |
| 2014年－        | 尼古拉·达拉贡    | UMP人民运动联盟 →PS社会党          |

在2017年法国大选的第一轮和第二轮选举中，法国现任总统马克龙在瓦朗斯分别获得了24.63%和73.8%的支持率，均居所有候选人首位。

## 经济
瓦朗斯为一个区域性的经济中心，德龙省工商局的驻地。克鲁泽电子是当地的一家科技企业，泰雷兹在当地设有分支。

### 财政
2017年，瓦朗斯的财政支出总额为7312万欧元，财政收入总额为7562.7万欧元，债务总额为6006万欧元。

### 收入
2014年，瓦朗斯的人均月纯收入为2,306欧元，其中高级职员为4,158欧元，高于法国平均水平（4,141欧元）；普通工人为1,818欧元，亦高于法国平均水平（1,637欧元）。
2019年，瓦朗斯的青壮年人口（15-64岁）失业率为8.3%。总人口中有41.2%拥有纳税资格。

## 人口
2016年，瓦朗斯的市镇范围内的合法人口数量为62,477，其中男性29,709人，女性32,768人，75岁及以上人口数量占比为9.8%，外籍人口5,951人，总人口数量在在全法国排名第84位。人口密度为1,703人/平方公里。2018年，瓦朗斯的出生人口数量为844人，死亡人口数量为664人。
当地居民被称为（男性）或（女性）。
| 年份   | 1936   | 1946   | 1954   | 1962   | 1968   | 1975   | 1982   | 1990   | 1999   | 2006   | 2011   | 2016   | 2017   |
| ------ | ------ | ------ | ------ | ------ | ------ | ------ | ------ | ------ | ------ | ------ | ------ | ------ | ------ |
| 人口數 | 36,582 | 40,020 | 41,470 | 52,532 | 62,358 | 68,604 | 66,356 | 63,437 | 64,260 | 65,263 | 63,148 | 62,477 | 63,714 |

## 社会事务

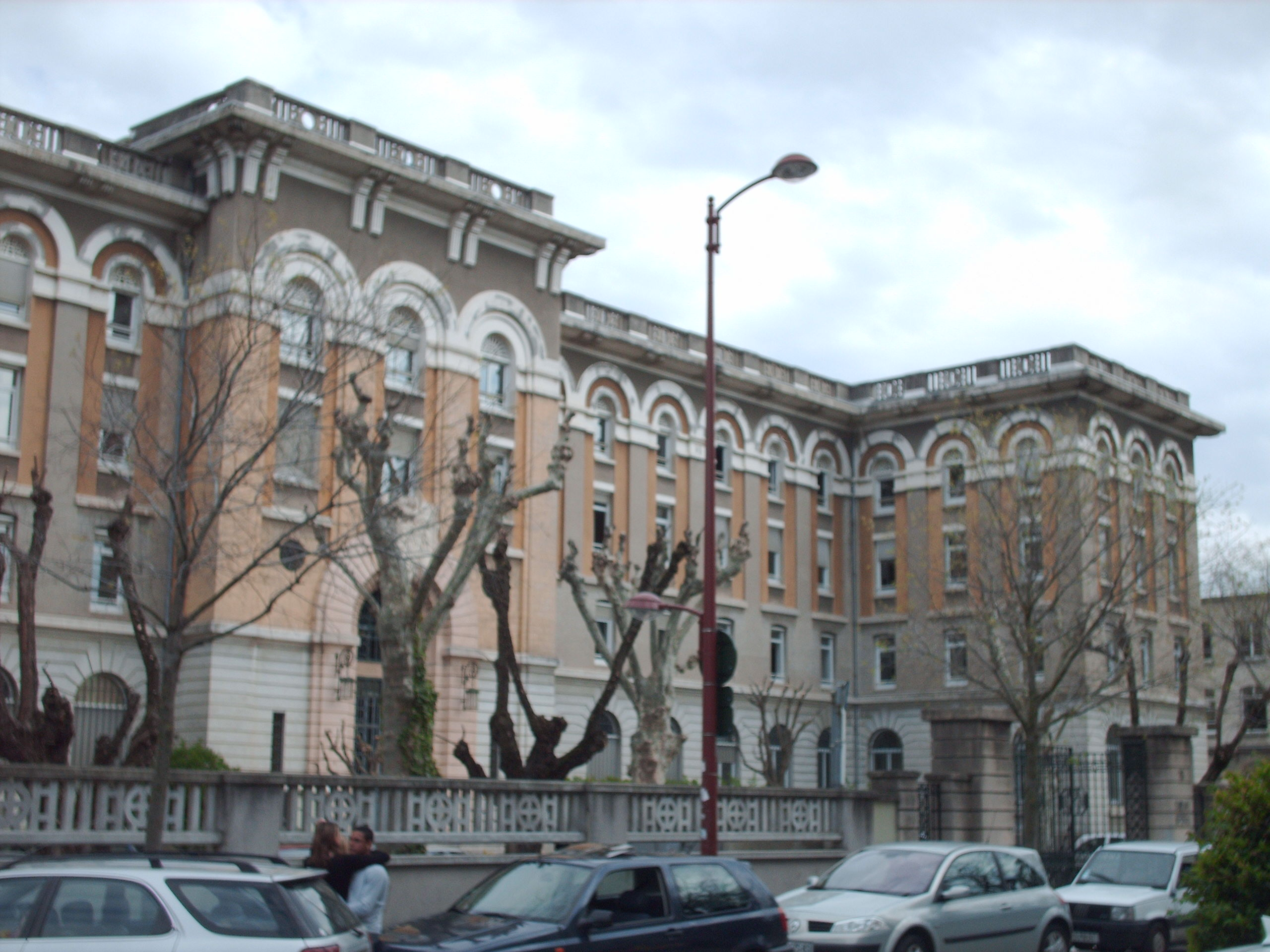
瓦朗斯蒙普莱西尔私立高级中学

### 教育
瓦朗斯属于格勒诺布尔学区。截止2018年底，瓦朗斯境内共有16所幼儿园、29所小学、8所初级中学、8所普通高中和6所职业高中，其中3所高中开设大学校培训班；另有2处卫生学校或职业培训中心。2018－2019年学年度，瓦朗斯境内中等阶段在校学生总人数为9,754人。
格勒诺布尔大学在瓦朗斯设有应用科技学院；国立高等超前网络系统学校是法国205所工程师大学校之一，瓦朗斯高等艺术学校为法国公立艺术院校，蒙普莱西尔高等技术学院是瓦朗斯的一所私立职业高等学府。

### 医疗
截至2018年1月1日，瓦朗斯境内共有全科医生75名、保健师91名、牙医59名、护士110名、眼科医生6名、皮肤科医生7名、助产士7名、儿科医生6名和妇科医生10名。市区内共有药房30家。
瓦朗斯中心医院（Centre hospitalier de Valence）位于瓦朗斯南郊，是该市境内规模最大的综合性医疗机构，共有三个病区和一个康复中心，共设有床位838个。
此外，瓦朗斯境内还有11家养老院和3处残疾人帮扶中心。

### 住房
2015年，瓦朗斯境内共各类居民住房36,445处，比上一年增加了278处。其中84%为常住居民住房。集中式居民楼主要分布在市区东部。

### 商业
2015年，瓦朗斯境内共有各类商业铺面5,224家，其中餐饮服务类商业铺面1,951家，个体性的商铺主要位于瓦朗斯市中心，而瓦朗斯市区东部的高速公路出入口附近则有大型商场分布。

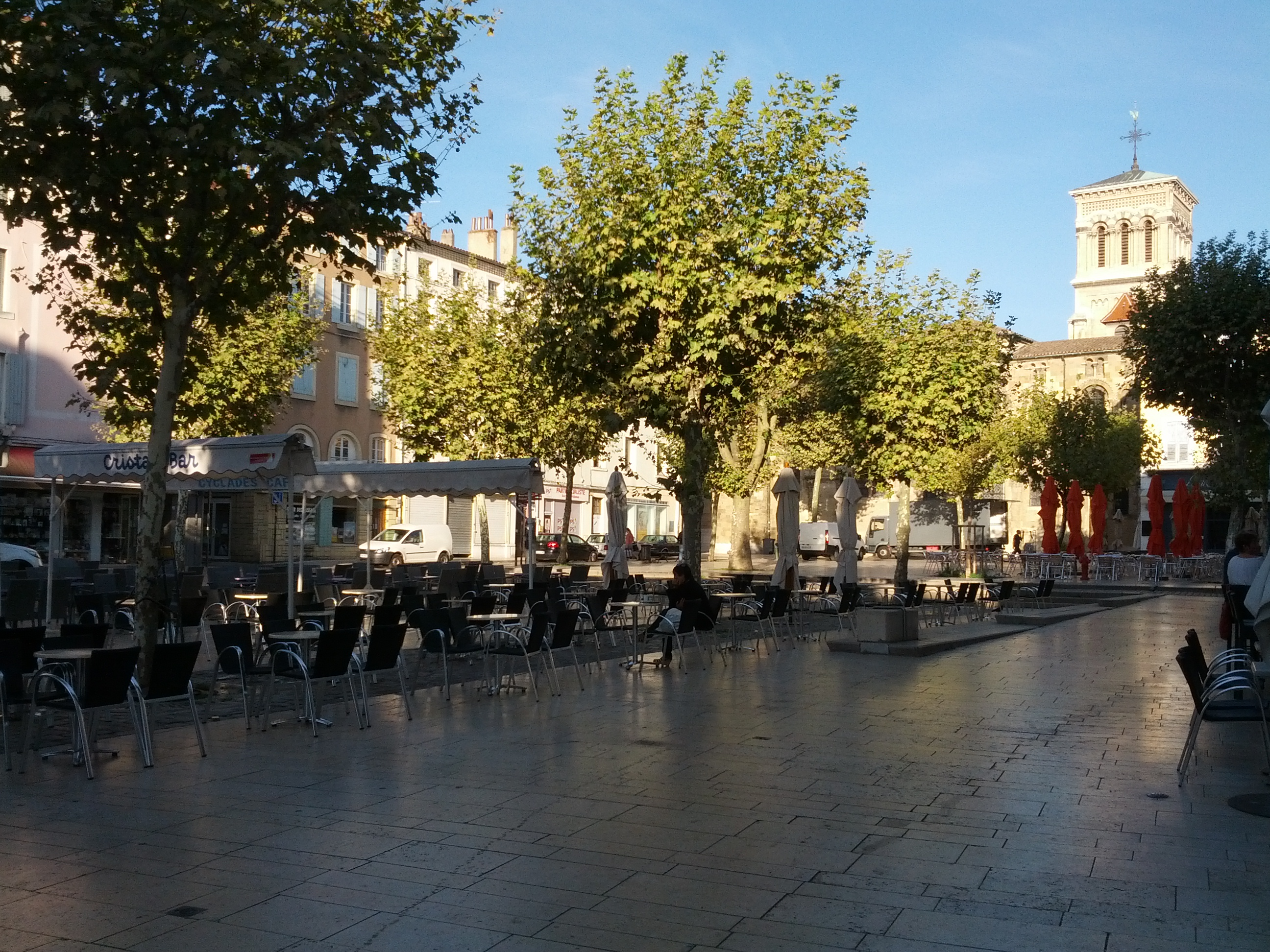
瓦朗斯老城的一处广场

### 体育
截止2019年初，瓦朗斯共包括3处游泳池、17个健身房、3个体育场、23个网球场、9个足球或橄榄球场和14个篮球或排球场。
瓦朗斯-罗芒德龙橄榄球俱乐部成立于2016年，现参加法国橄榄球乙级联赛，其主场乔治·蓬皮杜体育场可容纳1.4万名观众，也是瓦朗斯足球俱乐部的主场，后者成立于1920年，是一个地方性足球俱乐部，现参加奥弗涅-罗讷-阿尔卑斯大区足球联赛。

### 环境
瓦朗斯境内的环境和可持续发展事务由瓦朗斯-罗芒城市圈公共社区负责。2015年，瓦朗斯市区内共有10家污染企业，当年的二氧化氮浓度为25µg/m³、臭氧浓度为52µg/m³、悬浮颗粒物（PM10）21µg/m³，均接近于法国平均水平。

### 治安
瓦朗斯市区内共有一个派出所、一个国家宪兵队和一个消防站。
2014年，瓦朗斯及其附近地区共发生各类案件8,370起，其中盗窃类案件5,353起，经济类案件723起，毒品交易和运输案件378起。

## 文化

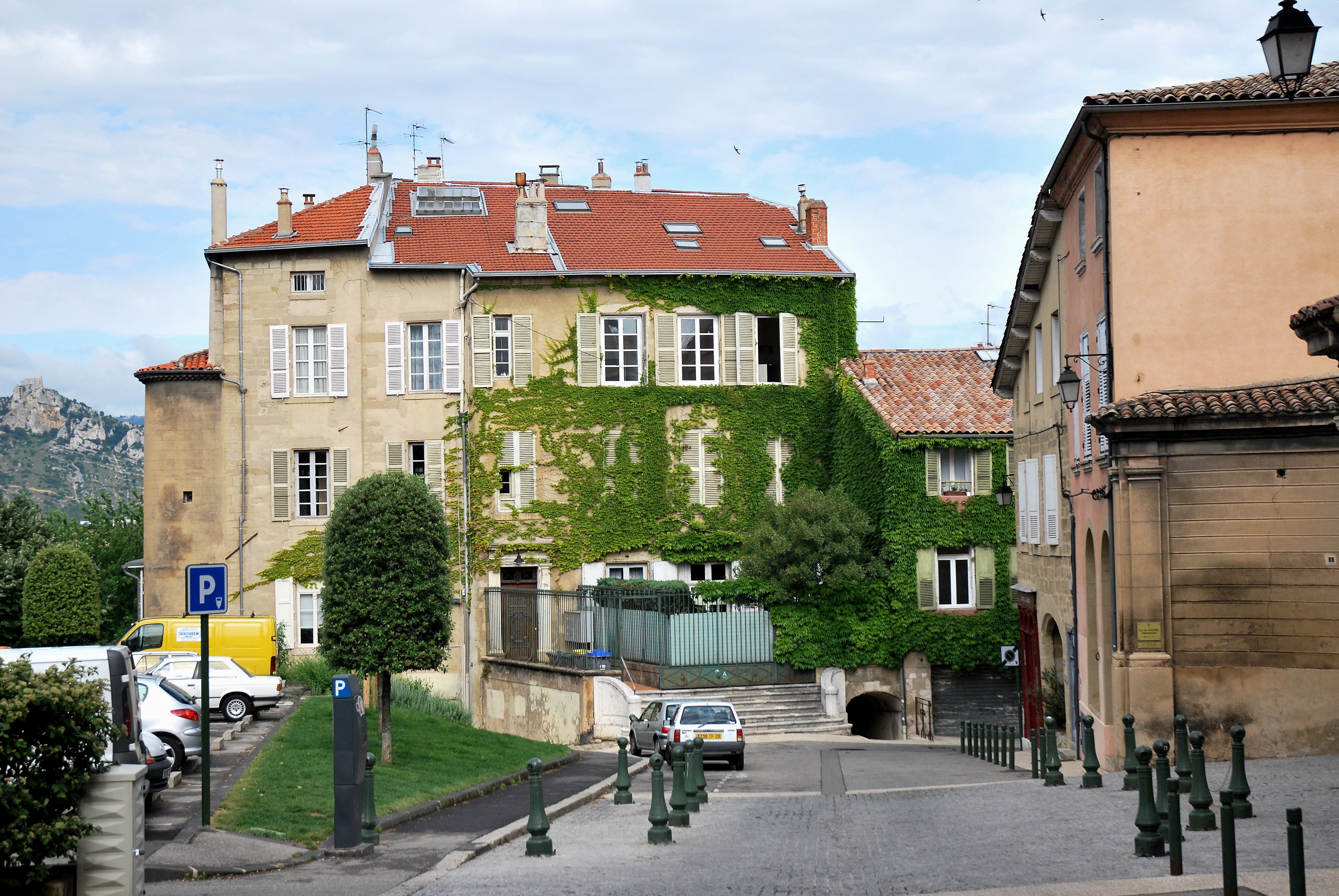
瓦朗斯的一处民居

瓦朗斯境内共有2个大剧场、3家电影院、1处博物馆和1个音乐厅。

### 旅游
瓦朗斯是法国艺术与历史之城，境内共有94处法国国家文物保护单位，主要集中于旧瓦朗斯街区。其中圣阿波利奈尔大教堂位于瓦朗斯市中心，为罗马式建筑，是天主教瓦朗斯教区的主教座堂，亦是瓦朗斯的标志性旅游景点。佩内音乐台为纪念法国音乐家雷蒙·佩内而建，于1982年被列入文物保护单位。位于市中心的让-佩德里公园则是当地最大的城市绿地公园。
截止2018年1月1日，瓦朗斯境内设有1处旅游接待中心（Office de Tourisme）和23家宾馆共计990间房间。

### 媒体
法国本土主要的国家性电视台和广播电台在瓦朗斯均可接收，其中法国电视三台下属的奥弗涅-罗讷-阿尔卑斯大区频道在部分时段播放地区新闻。

### 美食
瑞士饼是瓦朗斯的一个地方性小吃，已有200年的历史。瓦朗斯附近也是法国重要的蔬果生产基地之一。

## 友好城市
瓦朗斯与以下城市互为友好城市：

| - 義大利 阿斯蒂 - 德国 里斯河畔比伯拉赫 | - 英格兰 滨海克拉克顿 - 亞美尼亞 伊杰万 | - 以色列 盖代拉 - 黎巴嫩 拜特龙 |